# 山谷热
山谷热（Coccidioidomycosis）又稱球孢子菌病、粗球黴菌病、聖華昆熱病（San Joaquin Valley fever）、沙漠風濕病（desert rheumatism），為子囊菌門球孢子菌屬的粗球黴菌或波萨达斯球孢子菌感染哺乳類造成的真菌病，最早由阿根廷醫師亞歷杭德羅·波薩達斯於1892年描述。
山谷热的疫區包括美國亞利桑那州、內華達州、加州、新墨西哥州、德克薩斯州和猶他州以及墨西哥北部和中南美洲的部分地區。粗球黴菌為腐生的雙態性真菌，在土壤中以菌絲體的型式生長，感染動物後則會在宿主體內形成球狀的產孢結構（spherule）。環境乾燥時球孢子菌可在土壤中休眠，遇雨時再長出菌絲體，並產生關節孢子，可在土壤受到耕作、施工或地震等擾動時散播到空氣中隨風傳播，進而感染人類（但不會發生人傳人的感染），暴風雨可能有助於其傳播，1977年12月加州中央谷地城鎮阿文（屬山谷熱疫區）的一場暴風雨將其孢子傳播到數百英里外，造成數百人感染山谷熱。山谷熱在美國西南方是社区性肺炎的主要原因之一。

## 症狀
約有60%感染球孢子菌的人無症狀，有症狀者主要為支氣管炎與肺炎等呼吸道症狀，一般會在數週內康復，其他症狀還包括倦怠、失去嗅覺與味覺、咳嗽、皮疹、發燒、结节性红斑、關節痛、頭痛、肌肉痛等，其中倦怠可持續數個月。免疫缺乏的病患病情可能更嚴重，如嚴重肺炎、呼吸衰竭、支气管胸膜瘘、肺部結節甚至全身性感染，並可能致死。
有約3%至5%的病患在急性感染後會出現慢性山谷熱，肺部出現慢性感染，感染還可能在數月或數年後散播至腦膜（腦膜炎）、軟組織、骨頭（骨髓炎）與關節等組織，最終可能致死。